# سندانگوئه

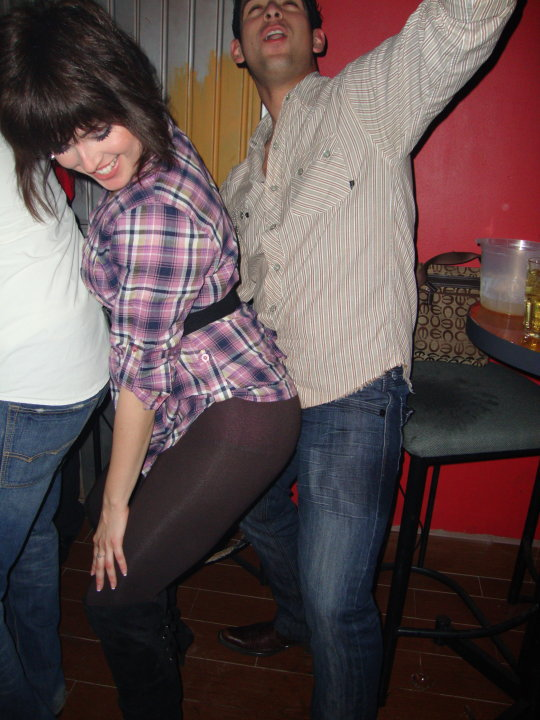
سندانگوئه یک مرد و زن

سَندانگوئه (به انگلیسی: Sandungueo) نوعی رقص که در موسیقی رگاتون در پورتوریکو پدید آمد.